# Eva Maaser
Eva Maaser (* 23. November 1948 in Reken, Westfalen) ist eine deutsche Roman- und Krimiautorin.
Maaser studierte Germanistik, Pädagogik, Theologie und Kunstgeschichte in Münster und lebt im westfälischen Steinfurt. Ihre Romane spielen bisher durchweg in Westfalen. Seit 1999 ist sie freie Schriftstellerin, 2006 erhielt sie den Kulturpreis des Kreises Steinfurt. Sie ist Mitglied im Verband deutscher Schriftsteller in ver.di, gehörte seit 2006 dem Landesvorstand NRW an und wurde am 25. April 2009 zur NRW-Landesvorsitzenden gewählt; dieses Amt hatte sie bis zum Juni 2016 inne. Ihr Nachfolger im Amt wurde Volker W. Degener.

## Werke
Kinderbücher
- Kim und die Verschwörung am Königshof. 2007
- Kim und die Seefahrt ins Ungewisse. 2008
- Kim und das Rätsel der fünften Tulpe. 2008
- Leon und der falsche Abt. 2008
- Leon und die Geisel. 2008
- Leon und die Teufelsschmiede. 2008
- Leon und der Schatz der Ranen.  2009

Historische Romane
- Der Moorkönig. 1999
- Der Paradiesgarten. 2001 (auch als Hörbuch erschienen)
- Die Astronomin. 2004
- Die Fehde der Königinnen. 2009
- Der Geliebte der Königsbraut. 2013 (Wittiges 1)
- Der Hüter der Königin. 2013 (Wittiges 2)

Kriminalromane mit Kommissar Karl Rohleff
- Das Puppenkind. 2000
- Tango Finale. 2002
- Kleine Schwäne. 2002
- Die Nacht des Zorns. 2005
- Der Clan der Giovese. 2006

Gruselromane
- Das Wirtshaus in der Davert. 2012 (mit Rezepten von Björn Freitag)

Romane
- Eine Gurke macht noch keinen Frühling. 2014

## Notizen
1. ↑  Bielefelder Autorin im Landesvorstand des-Schriftstellerverbands, Neue Westfälische, 6. Juni 2016.

| Personendaten    | Personendaten             |
| ---------------- | ------------------------- |
| NAME             | Maaser, Eva               |
| KURZBESCHREIBUNG | deutsche Schriftstellerin |
| GEBURTSDATUM     | 23. November 1948         |
| GEBURTSORT       | Reken, Westfalen          |